# Niaboma xena
Niaboma xena là một loài bướm đêm trong họ Noctuidae.